# Cauterets
Cauterets là một xã thuộc tỉnh Hautes-Pyrénées trong vùng Occitanie tây nam nước Pháp.